# Diego Dorregaray
Diego Fernando Dorregaray Robles (Buenos Aires, 9 de mayo de 1992) es un futbolista argentino. Juega como delantero y su equipo actual es el Apollon Limassol de la Primera División de Chipre.

## Trayectoria
Puerto Nuevo fue el primer club juvenil de Dorregaray, seguido de períodos con Defensores de La Esperanza, Villa Dálmine y Boca Juniors antes de unirse a Puerto Nuevo. Su carrera profesional comenzó con este último en 2007 con quince años, apareciendo localmente antes de jugar en la Primera D Metropolitana 2009-10. Fueron relegados en 2010-11, antes de ser promovidos nuevamente en 2014; llevando su récord de la liga para Puerto Nuevo a veinticinco juegos y cuatro goles. El 2015 vio a Dorregaray unirse al equipo de la Primera D Metropolitana, el Sportivo Barracas. Doce goles en veintisiete juegos le siguieron, mientras Sportivo Barracas ganó el ascenso al cuarto nivel.
En julio de 2016, Dorregaray firmó con Atlanta. Posteriormente anotó en diez partidos en la Primera B Metropolitana. El 8 de julio de 2017, Dorregaray se unió al equipo de la Serie A de Ecuador, el Guayaquil City. Hizo su debut el 14 de julio contra Deportivo Cuenca, que fue el partido que precedió a su primer gol, llegó durante el juego que terminó en empate 1–1 con Emelec en el Estadio Christian Benítez Betancourt. Otros goles llegaron contra el El Nacional, Clan Juvenil, Universidad Católica y Liga Deportiva Universitaria. Ya que Guayaquil City terminó novena en la segunda etapa, partió a mitad de la siguiente campaña, habiendo anotado tres veces más para los ecuatorianos en 2018.
Dorregaray regresó a Argentina con Defensores de Belgrano en julio de 2018. En el siguiente año, en el mes de enero, Dorregaray se unió a Técnico Universitario de vuelta en Ecuador. A mediados de 2020, firmó por el Deportivo Cuenca, donde anotó 21 goles en 50 partidos en una temporada y media con el club, siendo estas algunas de sus mejores marcas como profesional.

## Estadísticas

### Clubes
Actualizado al último partido disputado el 28 de mayo de 2024.
| Club                             | Div.          | Temporada     | Liga  | Liga  | Copas nacionales | Copas nacionales | Copas internacionales | Copas internacionales | Total | Total |
| Club                             | Div.          | Temporada     | Part. | Goles | Part.            | Goles            | Part.                 | Goles                 | Part. | Goles |
| -------------------------------- | ------------- | ------------- | ----- | ----- | ---------------- | ---------------- | --------------------- | --------------------- | ----- | ----- |
| Atlanta Argentina                | 2.ª           | 2016-17       | 27    | 10    | 0                | -                | -                     | -                     | 27    | 10    |
| Atlanta Argentina                | Total club    | Total club    | 27    | 10    | 0                | 0                | 0                     | 0                     | 27    | 10    |
| Guayaquil City · Ecuador         | 1.ª           | 2017          | 17    | 5     | 0                | 0                | 0                     | 0                     | 17    | 5     |
| Guayaquil City · Ecuador         | 1.ª           | 2018          | 19    | 3     | 0                | 0                | 0                     | 0                     | 19    | 3     |
| Guayaquil City · Ecuador         | Total club    | Total club    | 36    | 8     | 0                | 0                | 0                     | 0                     | 36    | 8     |
| Defensores de Belgrano Argentina | 2.ª           | 2019          | 21    | 1     | 0                | 0                | 0                     | 0                     | 21    | 1     |
| Defensores de Belgrano Argentina | Total club    | Total club    | 21    | 1     | 0                | 0                | 0                     | 0                     | 21    | 1     |
| Técnico Universitario · Ecuador  | 1.ª           | 2019          | 14    | 6     | 4                | 1                | -                     | -                     | 18    | 7     |
| Técnico Universitario · Ecuador  | 1.ª           | 2020          | 5     | 1     | 0                | 0                | 0                     | -                     | 5     | 1     |
| Técnico Universitario · Ecuador  | Total club    | Total club    | 19    | 7     | 4                | 1                | 0                     | 0                     | 23    | 8     |
| Deportivo Cuenca · Ecuador       | 1.ª           | 2020          | 23    | 7     | 0                | 0                | 0                     | 0                     | 23    | 7     |
| Deportivo Cuenca · Ecuador       | 1.ª           | 2021          | 27    | 14    | 0                | 0                | 0                     | 0                     | 27    | 14    |
| Deportivo Cuenca · Ecuador       | Total club    | Total club    | 50    | 21    | 0                | 0                | 0                     | 0                     | 50    | 21    |
| Ismaily S. C. · Egipto           | 1.ª           | 2021-22       | 7     | 0     | 1                | 0                | 0                     | 0                     | 8     | 0     |
| Ismaily S. C. · Egipto           | Total club    | Total club    | 7     | 0     | 1                | 0                | 0                     | 0                     | 8     | 0     |
| Nea Salamina Chipre              | 1.ª           | 2022-23       | 36    | 16    | 4                | 4                | 0                     | 0                     | 40    | 20    |
| Nea Salamina Chipre              | 1.ª           | 2023-24       | 14    | 7     | 0                | 0                | 0                     | 0                     | 14    | 7     |
| Nea Salamina Chipre              | Total club    | Total club    | 50    | 23    | 4                | 4                | 0                     | 0                     | 54    | 27    |
| Universitario de Deportes · Perú | 1.ª           | 2024          | 17    | 4     | 0                | 0                | 6                     | 0                     | 23    | 4     |
| Universitario de Deportes · Perú | Total club    | Total club    | 17    | 4     | 0                | 0                | 6                     | 0                     | 23    | 4     |
| Apollon Limassol Chipre          | 1.ª           | 2024-25       | 0     | 0     | 0                | 0                | 0                     | 0                     | 0     | 0     |
| Apollon Limassol Chipre          | Total club    | Total club    | 0     | 0     | 0                | 0                | 0                     | 0                     | 0     | 0     |
| Total carrera                    | Total carrera | Total carrera | 227   | 74    | 9                | 5                | 6                     | 0                     | 242   | 79    |
| 1. 2.                            |               |               |       |       |                  |                  |                       |                       |       |       |

## Palmarés

### Campeonatos nacionales
| Título                    | Club                      | País      | Año  |
| ------------------------- | ------------------------- | --------- | ---- |
| Primera D Metropolitana   | Sportivo Barracas         | Argentina | 2015 |
| Torneo Apertura           | Universitario de Deportes | Perú      | 2024 |
| Primera División del Perú | Universitario de Deportes | Perú      | 2024 |

## Vida personal
El hermano de Marcelo Dorregaray, quién también es futbolista; destacando por Puerto Nuevo en Primera D Metropolitana.